# Deutsche Beachhandball-Meisterschaften 2005
Die Deutsche Beachhandball-Meisterschaft 2005 waren die siebten offiziellen und einschließlich dreier inoffizieller die zehnten Meisterschaften im Beachhandball. Sie wurde vom Deutschen Handballbund ausgerichtet.
Die Teilnehmer der Meisterschaft qualifizierten sich dafür über eine vorgeschaltete Reihe von Turnieren, der DHB-Beachhandball-Masters-Serie, in der je nach Erfolgen Punkte gesammelt werden konnten. Am Ende qualifizierten sich jeweils 24 Frauen- und Männermannschaften für das Turnier am 6. und 7. August des Jahres. Austragungsort war das Stadion am Meer in Cuxhaven-Duhnen.
| Frauen Details | Cuxhaven VGH Stadion am Meer | Sandgirls Dortmund        | 2:1 | Flying Kangaroos Berlin | XXS-Team Bremen      | 2:1 | Beach Bunch Berlin     |
| Männer Details | Cuxhaven VGH Stadion am Meer | Nacken 3,50 Stemmer Essen | 2:0 | Sandfüchse Tetenhusen   | Al Sandys Herrenberg | 2:1 | BHC Sand Devils Minden |